# Cantón de Hérisson
El cantón de Hérisson era una división administrativa francesa que estaba situada en el departamento de Allier y la región de Auvernia.

## Composición
El cantón estaba formado por diecisiete comunas:
- Audes
- Bizeneuille
- Cosne-d'Allier
- Estivareilles
- Givarlais
- Hérisson
- Le Brethon
- Louroux-Bourbonnais
- Louroux-Hodement
- Maillet
- Nassigny
- Reugny
- Saint-Caprais
- Sauvagny
- Tortezais
- Vallon-en-Sully
- Venas

## Supresión del cantón de Hérisson
En aplicación del Decreto n.º 2014-265, de 27 de febrero de 2014, el cantón de Hérisson fue suprimido el 22 de marzo de 2015 y sus 17 comunas pasaron a formar parte del nuevo cantón de Huriel.